# Nomexy
Nomexy é uma comuna francesa na região administrativa de Grande Leste, no departamento de Vosges. Estende-se por uma área de 7,95 km². Em 2010 a comuna tinha 2 077 habitantes (densidade: 261,3 hab./km²).